# Chauvigny-du-Perche
Chauvigny-du-Perche – miejscowość i gmina we Francji, w Regionie Centralnym, w departamencie Loir-et-Cher.
Według danych na rok 1990 gminę zamieszkiwało 257 osób, a gęstość zaludnienia wynosiła 11 osób/km² (wśród 1842 gmin Regionu Centralnego Chauvigny-du-Perche plasuje się na 884. miejscu pod względem liczby ludności, natomiast pod względem powierzchni na miejscu 549.).